# Tamara Miansarova
Tamara Grigorjevna Miansarova, (född Remnjova, ryska Тамара Григорьевна Миансарова) född 5 mars 1931 i Zinovjevsk, Sovjetunionen, död 12 juli 2017,var en sovjetisk och rysk sopran, popsångare och professor i Russian Academy of Theatre Arts, mest känd för låten 'пусть всегда будет солнце' (sv. 'Låt det alltid vara solsken')  